# تتريك

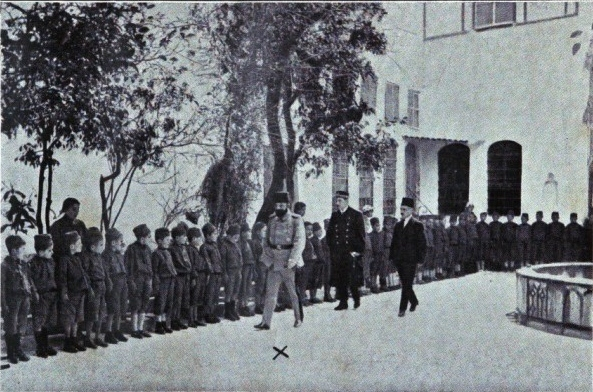
جمال باشا أثناء زيارته لثكنة عسكرية

التتريك هو مفهوم يطلق على عملية تحويل أشخاص ومناطق جغرافية من ثقافاتها الأصلية إلى التركية بطريقة قسرية أي بالإكراه أو الإجبار والقهر غالبًا.

## أصل لفظة ترك
لم تكن لفظة «ترك» (Türk) شائعة بين العثمانيين حتى انتشار الأفكار القومية في أواخر القرن التاسع عشر؛ ولم تستعمل الكلمة إلا في وصف المجمعات القروية في الأناضول بينما غالبًا ما وصف سكان المدن المتحدثين بالتركية أنفسهم بـ«العثمانيين» (عثمانلي أو عصمنلي). وحتى استقلال الدولة التركية بأواخر العشرينات ظلت لفظة أتراك تستعمل بين المتحدثين بالتركية من السنة. غير أن الوضع تغير بوصول أتاتورك لحكم جمعية الاتحاد والترقي فنصت المادة 66 من الدستور التركي على تعريف التركي بحامل الجنسية التركية مع رفض الأقليات الإثنية الأخرى. فتم منع استخدام اللغات غير التركية في الإعلام والتدريس كما فرض على جميع سكان تركيا تبني أسماء تركية وحولت أسماء الكثير من المدن (ومنها العربية في الجنوب) إلى أسماء تركية. كذلك منعت المطبوعات والأنشطة الثقافية بغير اللغة التركية، كما أبطل كتابة اللغة التركية بالأحرف العربية 

## الأذان بالتركية
أصدر مصطفى كمال أتاتورك قانون برفع الآذان باللغة التركية، وسط قواعد صارمة ألزمت الشرطة بمعاقبة كل مؤذن يخالف الأمر. واستمر الوضع على هذا النحو إلى أن صدرت فتوى عام 1948 من رئاسة الشؤون الدينية التركية باعتبار الآذان بالعربية «غير مخالف للقانون». وفي أول انتخابات مدنية حرة تشهدها تركيا، تركز الجدل الانتخابي بالأساس علي مطلب جماهيري واحد هو «إلغاء المادة 526 عقوبات»، التي حظرت رفع الآذان باللغة العربية. ونجح أنصار هذا المطلب في الفوز وتشكيل حكومة مدنية كانت أولى إنجازاتها إعادة الآذان باللغة العربية يوم 16 يونيو 1950.